# Thomas Fulton Bourdillon
Thomas Fulton Bourdillon (1849 – 19 de dezembro de 1930) foi um conservador de florestas no então estado principesco de Travancore. Bourdillon foi o autor do primeiro livro sobre as árvores da região em 1908, The Forest Trees of Travancore, tendo ainda trabalhado com outros naturalistas do seu tempo, como Richard Henry Beddome e Harold Stuart Ferguson.
Uma subespécie do Eurostopodus macrotis (E. m. bourdilloni) e outra do melro-preto (T. m. bourdilloni) foram batizadas em sua honra.